# کایر ایندریکسون
کایر ایندریکسون (به انگلیسی: Kaire Indrikson) (زادهٔ ۱۳ ژوئن ۱۹۶۱) شناگر اهل شوروی است.